# Vilachá (Corgo)
Vilachá (llamada oficialmente San Xiao de Vilachá) es una parroquia y una aldea española del municipio de Corgo, en la provincia de Lugo, Galicia.

## Otras denominaciones
La parroquia también es conocida por el nombre de San Xulián de Vilachá.

## Organización territorial
La parroquia está formada por una entidad de población:
- Vilachá

## Demografía
Gráfica demográfica de la aldea y parroquia de Vilachá según el INE español:
| Gráfica de evolución demográfica de Vilachá entre 2000 y 2019 |
|                                                               |
| Datos según el nomenclátor publicado por el INE.              |